# Project Monterey
Project Monterey(プロジェクト・モンテレー)はIBM、SCO、シークエントの3社を中心とした、広範囲なプラットフォームで稼働する共通のUnix系のオペレーティングシステムの開発計画である。32ビット(IA-32)と64ビット(IA-64)、さらにはマルチプロセッサ(POWER)までをカバーする計画であった。

## 概要
Project Montereyは1998年10月に発表され、いくつかのUNIXベンダーが参加した。当時、IA-64 がUNIXサーバ市場を支配するとの見方があり、計画の中心は IA-64向けの高信頼なUNIXを開発することになった。1998年IBMはAIXからPOWERおよびPowerPCサポート機能を提供した。SCOはインテル IA-32サポート機能を提供した。シークエントはDYNIX/ptxからマルチプロセッサ機能を提供した。インテルは、当時まだリリースされていなかった IA-64 に関する情報を提供し、独立系ソフトウェアベンダーが IA-64 向けにアプリケーションを移植する際の資金協力をした。
2001年5月、プロジェクトは IA-64 向けの AIX-5L のβ版が完成したことを発表し、所期の第一目標を達成した。しかし、インテルは Itanium（最初の IA-64 ハードウェア）のリリースを2年も遅らせてしまったため、Monterrey のソフトウェアには全く市場価値が無くなっていた。
IA-64への移植とDynixのマルチプロセッサ機能を除いて、Montereyの主な目的は既存のUNIXの様々なバージョンの機能を標準化して全てを互換なシステムにすることにあった。そのような試みはそれ以前にも行われたが、全て失敗している（例えば 3DA）。参加各社は自社ユーザの囲い込みに頼っており、真の標準をサポートしてしまってはユーザが他社に逃げてしまうことを恐れたためである。Montereyでもそれは同じである。
プロジェクトは即座に管理不能に陥った。各社が手っ取り早くLinux市場に活路を求め、勝手に動いたためである。シークエントは1999年に IBM に買収された。SCO は UNIX事業を2001年に止めた。そして同年、IBMはついにMontereyが失敗したことを宣言した。インテル、IBM、カルデラなどは Monterey と同時期にLinuxをIA-64に移植する Project Trillianを進めていた。こちらは2000年2月にコードを完成させている。
後に、SCOとIBMの間の著作権問題が発生して注目を集めた。SCOはMontereyにおいてIBMがSCOのコードを持ち帰り、POWER用AIXの新しいバージョンやIA-32向けLinuxに組み込んだと主張している。彼らの主張はIBMがMontereyを利用してSCOをだまし、IBMのLinuxをSCOが知らないうちに強化するためにSCOのコードを利用したというものである。SCO は Monterey 自体が SCO らを騙して IBM がそれらの技術を Linux に利用するためのものであって、最初から Monterey を製品としてリリースする意図がなかったと主張した。（SCO#Linuxをめぐる裁判も参照。）
この主張は極めて疑わしい。IBMがMontereyを活用してPOWER用AIXを強化しようとしていたことは当時のプレスリリースなどにもあり、明らかであった。また、SCOは同時に Trillian のメンバーでもあり、IBMが Linuxについて何をしようとしているか知っていた可能性が高い。
IBM は 2001年、Monterey のライセンスを 32本販売し、2002年にもいくつか販売している 